# Jonas Mačiulis
Jonas Mačiulis (Kaunas, 10 febbraio 1985) è un ex cestista lituano.
Alto 200 cm, giocava come ala.

## Carriera
Nel 2007 è stato convocato per gli Europei in Spagna con la maglia della nazionale della Lituania.
Nella stagione 2009-10 con la maglia dell'Armani Jeans Milano ha messo a segno 280 punti, e il suo record è stato di 19, ottenuti in una partita giocata contro la Montepaschi Siena. Rimane a Milano anche l'anno successivo disputando una stagione nel complesso positiva, ma a poche partite dall'inizio dei playoff si rompe il crociato e quindi deve interrompere il suo campionato.
Dopo un breve ritorno in patria tra le file del Baltai Kaunas ritorna in Italia a 3 giornate dal termine della stagione regolare 2011-12, firmando per la Montepaschi Siena.
Il 24 luglio 2012 si accorda per un anno con il Panathinaikos, che lascia dopo due anni per accasarsi a Madrid, militando nelle file Real Madrid.
Il 2 marzo 2018 lascia di comune accordo il Real Madrid.
Pochi giorni dopo, il 7 marzo 2018, firma con il Lokomotiv Kuban' fino al termine della stagione, al termine della quale ritorna free-agent.

## Palmarès

### Club
- Coppa Intercontinentale: 1

AEK Atene: 2019
- Campionato lituano: 2

Žalgiris Kaunas: 2006-2007, 2007-2008
- Campionato italiano: 1 (revocato)

Mens Sana Siena: 2011-2012
- Campionato greco: 2

Panathinaikos: 2012-2013, 2013-2014
- Coppa di Grecia: 3

Panathinaikos: 2012-2013, 2013-2014
AEK Atene: 2019-2020
- Campionato spagnolo: 2

Real Madrid: 2014-15, 2015-2016
- Copa del Rey: 3

Real Madrid: 2015, 2016, 2017
- Supercoppa spagnola: 1

Real Madrid: 2014
- Coppa di Lituania: 2

Žalgiris Kaunas: 2007, 2008
- Lega Baltica: 1

Žalgiris Kaunas: 2007-2008
- Eurolega: 1

Real Madrid: 2014-2015
- Coppa Intercontinentale: 1

Real Madrid: 2015

### Nazionale
- Europei:

 Spagna 2007
- Mondiali:

 Turchia 2010
- Medaglia d'Argento Campionati Mondiali Under 18:

2003 
- Medaglia di Bronzo Campionati Europei Under 20:

2004
- Medaglia d'Argento Campionati Europei Under 20:

2005
- Medaglia d'Oro Campionati Mondiale Under 21:

2005